# 吕金湖
吕金湖（1923年—2017年8月17日），男，山东龙口人，中华人民共和国政治人物。

## 生平
吕金湖是山东省龙口市下定家乡人。1938年，参加革命。1939年10月，加入中国共产党。担任中国人民解放军胶东军区海防警卫营、第十四团警卫班长、后升任连副政治指导员。1951年，担任广东省粤东行政公署公安处科长、代理处长。1953年，担任汕头市公安局长、副市长。1956年，任汕头市委副书记、汕头市人民委员会市长。1969年，调任佛山地区革命委员会常委、副主任，中共佛山地委常委、地委副书记。1978年后，任中共佛山地委副书记兼纪律检查委员会书记。1980年，担任中共佛山地委副书记兼佛山市委书记、佛山市政协主席。1983年10月，任佛山市人大常委会主任。1988年，任广东省政协常务委员。
2017年8月17日在佛山逝世，享年96岁。